# Municipio de Lower Heidelberg
El municipio de Lower Heidelberg (en inglés: Lower Heidelberg Township) es un municipio ubicado en el condado de Berks en el estado estadounidense de Pensilvania. En el año 2000 tenía una población de 4.150 habitantes y una densidad poblacional de 107.2 personas por km².

## Geografía
El municipio de Lower Heidelberg se encuentra ubicado en las coordenadas 40°22′36″N 76°03′59″O / 40.37667, -76.06639.

## Demografía
Según la Oficina del Censo en 2000 los ingresos medios por hogar en la localidad eran de $61,375 y los ingresos medios por familia eran $69,706. Los hombres tenían unos ingresos medios de $50,391 frente a los $27,500 para las mujeres. La renta per cápita para la localidad era de $27,700. Alrededor del 2,9% de la población estaba por debajo del umbral de pobreza.